# Castell de Sant Mateu
El Castell de Sant Mateu o de les Planes és un castell del municipi de Sant Mateu de Bages (Bages) declarada bé cultural d'interès nacional.

## Arquitectura
Del castell es conserven restes de murs al puig proper a la capella de Sant Miquel de les Planes, al nord-est respecte al nucli urbà. La muralla tenia forma el·líptica i s'adaptava a la topografia del terreny; a l'interior hi havia una sèrie d'estances, de les quals queden els basaments i alguna paret, i una cisterna. El tros de mur més gran que es conserva fa uns 20 metres de llargada i en el punt més alt arriba als 5,5 metres d'alçada.
La cisterna és una rectangle amb un angle arrodonit que fa 2,70 metres de llarg i 1,40 d'ample amb una fondària d'1,50 metres.

## Història
El castell apareix documentat per primera vegada l'any 983 i el domini era dels comtes de Barcelona. A principis del segle xi el comte Guifré de Cerdanya jurà fidelitat a la comtessa Ermessenda per diversos castells, entre ells el se Sant Mateu.
Al segle xiv la família Boixador adquiriren la jurisdicció del castell. Al segle xv el domini passà als Gàver i, per matrimoni, als Peguera. Quan van desaparèixer els senyorius jurisdiccionals el castell pertanyia al baró de Finestracs.
L'incendi que va patir la zona del Bages l'any 1994 va provocar la desaparició de la vegetació que fins aleshores cobria les restes del castell, empitjorant el seu estat de conservació. Durant els anys següents es van portar a terme obres de consolidació i excavacions arqueològiques que van permetre documentar la totalitat de la planta del castell. També es van poder documentar tres fases constructives: segle x-xi, moment fundacional al qual pertany el fonament d'una torre; segle xiii, quan es produeix una reforma total de l'edifici adoptant la planta ovalada, re-aprofitant els materials de l'edificació anterior; i segle xiii-xiv, quan es modifica la distribució interna de l'edifici especialment al costat NE.